# Règle de trois (programmation informatique)
La règle de trois est une règle empirique de refactorisation de code pour décider quand des morceaux de code similaires doivent être refactorisés pour éviter la duplication de code. Cette règle indique que deux instances de code similaire ne nécessitent pas de refactorisation, mais lorsqu'un code similaire est utilisé trois fois, il doit être extrait dans une nouvelle procédure. La règle a été popularisée par Martin Fowler dans Refactoring  et attribuée à Don Roberts.
La duplication est considérée comme une mauvaise pratique en programmation car elle rend le code plus difficile à maintenir. Lorsque la règle codée dans un morceau de code répliqué change, celui qui gère le code devra le changer correctement à tous les endroits.
Cependant, le choix d'une conception appropriée pour éviter la duplication pourrait bénéficier de plus d'exemples pour voir les modèles. Tenter une refactorisation prématurée risque de sélectionner une mauvaise abstraction, ce qui peut entraîner un code pire lorsque de nouvelles exigences émergent  et devront éventuellement être à nouveau refactorisées.
La règle implique que le coût de la maintenance l'emporte certainement sur le coût de la refactorisation et une mauvaise conception potentielle lorsqu'il y a trois copies, et peut-être ou non s'il n'y a que deux copies.

## Voir également
- Programmation copier-coller
- Ne vous répétez pas (DRY)